# Afroanthracites usambaricus
Afroanthracites usambaricus is een rechtvleugelig insect uit de familie sabelsprinkhanen (Tettigoniidae). De wetenschappelijke naam van deze soort is voor het eerst geldig gepubliceerd in 1913 door Sjöstedt.
1. ↑  (en) Afroanthracites usambaricus op de IUCN Red List of Threatened Species.